# Stupné
Stupné (maďarsky Osztopna, dříve Sztupna) je obec na Slovensku v okrese Považská Bystrica. Žije zde 684 obyvatel. První písemná zmínka o obci pochází z roku 1416.

## Poloha a charakteristika
Obec Stupné se nachází v údolí potoka Papradnianky na okraji Javorníků, 10 km severozápadě od okresního města Považská Bystrica. Kolem obce se tyčí dva vrchy; nižší Žeravica s nadmořskou výškou 525 m n. m. a vyšší Bukovina s nadmořskou výškou 638 m n. m.
Na severu sousedí Stupné s obcí Brvnište, na jihu má společnou hranici se vsí Jasenica. Na východě pak sousedí s Hvozdnicou a na západě s vesnicí Prosné.

## Dějiny obce
Archeologické nálezy z roku 1989 potvrdily, že území dnešního Stupného bylo ve starověku osídleno lidmi laténské kultury. Další výzkum proběhl v roce 1992 pod vedením Jozefa Moravčíka z Považského muzea; během tohoto výzkumu byly na vrcholu Žeravica odhaleny pozůstatky někdejšího hradiště. První písemná zmínka o obci Stupné pochází z roku 1416. Ves tehdy nesla název Stupičná. Současný název se ustálil po roce 1525. Roku 1598 stálo v obci čtyřiadvacet domů a jeden mlýn.
V 16. až 18. století bylo Stupné součástí bytčanského panství, jež postupně náleželo rodinám Turzo a Esterházy. V 19. století přešel velkostatek do rukou rodu Popperů a určité majetkové podíly ve Stupném držely rovněž původem židovské rodiny Marmosteinů a Politzerů. Tehdy se obec potýkala s vlnou vystěhovalectví, směřující především do Francie, Německa a Spojených států amerických.

### Sbor dobrovolných hasičů
Sbor dobrovolných hasičů byl oficiálně založen v roce 1934. Prvním velitelem sboru se stal Ján Smataník. Budova hasičské zbrojnice sousedí s obecním úřadem. V letech 2005 až 2009 prošla rekonstrukcí.

## Školství

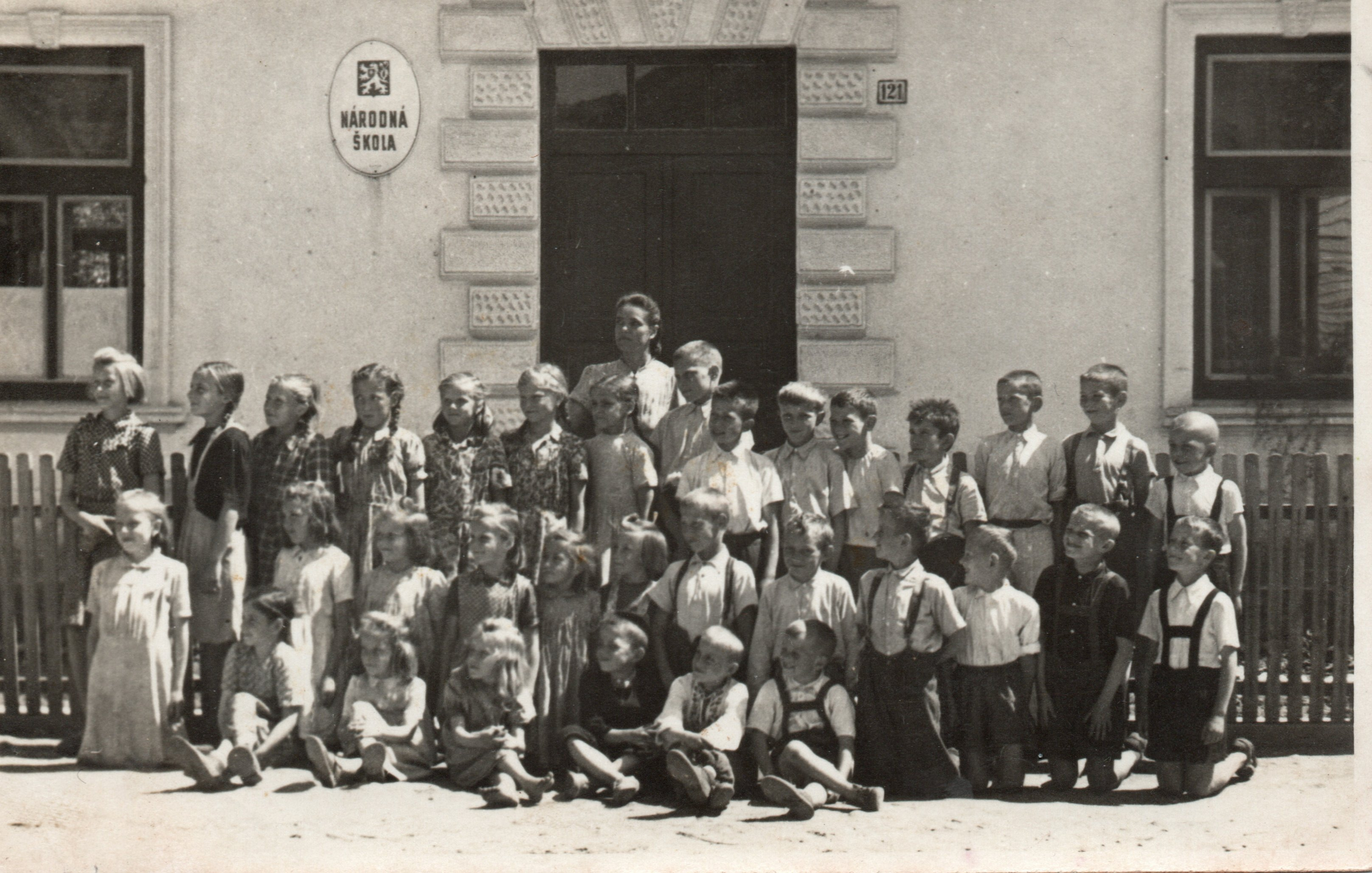
Třída místní národní školy v 50. letech 20. století

Do roku 1901 navštěvovaly děti školu v sousední Jasenici, která byla vybudována v roce 1857 společným nákladem obcí Jasenica, Stupné, Podvažie a Beňov. Roku 1901 byla ve Stupném za 3 000 zlatých zbudována nová jednotřídní církevní škola. Ve 30. letech 20. století na škole působil kantor Emanuel Bouška, autor pamětní knihy. Provoz původní školy byl ukončen v 70. letech 20. století a roku 1982 byla škola zbourána. Na jejím místě vyrostla kaple Panny Marie Sedmibolestné.
V roce 1974 byla při silnici směrem do sousední Jasenice zahájena stavba nové základní školy. Dnes jsou prostory této budovy z části využívány jako mateřská škola, z části slouží soukromým účelům. Místní děti dnes tak převážně dojíždějí do školy v Brvništi.

## Obecní správa a politika

### Zastupitelstvo a starosta
Současným starostou obce je Peter Krajčoviech, který v čele Stupného stojí od roku 2013. Zastupitelstvo je sedmičlenné.

### Znak

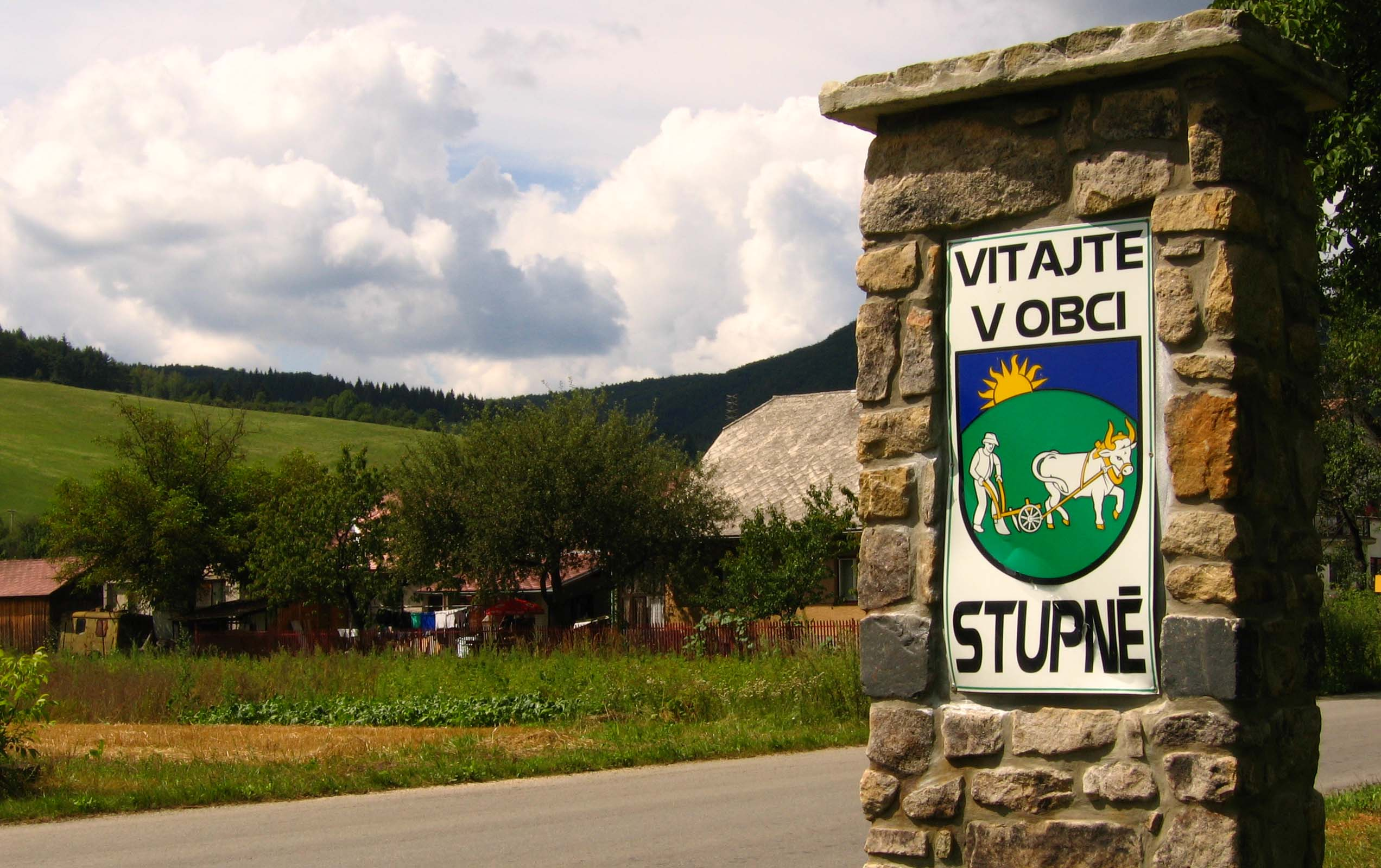
Znak při vjezdu do obce

Dnešní znak obce vychází ze tří dochovaných historických pečetí. Nejstarší obecní pečeť se datuje do roku 1784. Na jejím kruhopisu stojí: Siglium.Pagi.Stupne. Uprostřed pečetního pole je vyobrazen stojící býk. Další pečetidlo pochází z roku 1880. Kruhopis je maďarský: Sztupne kozség pecséetje. Nejmladší dochovaná pečeť pochází z let 1886 a 1887. Ve středu pečetního pole se opět nachází stojící býk a na kruhopisu stojí: Kis-Kézség.Trencsén-Megye Vág Beszterczei Járás. Znak: V modrom štíte zlaté slnko striedavých lúčov vychádzajúce vpravo spoza vysokého zeleného vrchu, pred ktorým obrátený striebrom odetý oráč orie zlatým pluhom so striebornou radlicou  a strieborným  koliekom, ťahaným strieborným zlatokopytým  a striebrorohým volom v zlatom postroji.

## Dominanty obce
- Dům smutku – stavba z roku 1993. Nachází se u něj obecní hřbitov.
- Obecní úřad s hasičskou zbrojnicí
- Kaple Panny Marie Sedmibolestné – vybudována v 80. letech minulého století. Uvnitř kaple je dřevěná socha Panny Marie Sedmibolestné z roku 1805.
- Majer – v minulosti byl obýván židovskou rodinou Politzerů. Stavba je dnes v dezolátním stavu.
- Křížová cesta – vybudována a vysvěcena roku 2009.

## Příroda
V obci roste vzácná rostlina kavyl. V některých obecních potůčcích také žijí raci, čolci a blešivci.

## Galerie

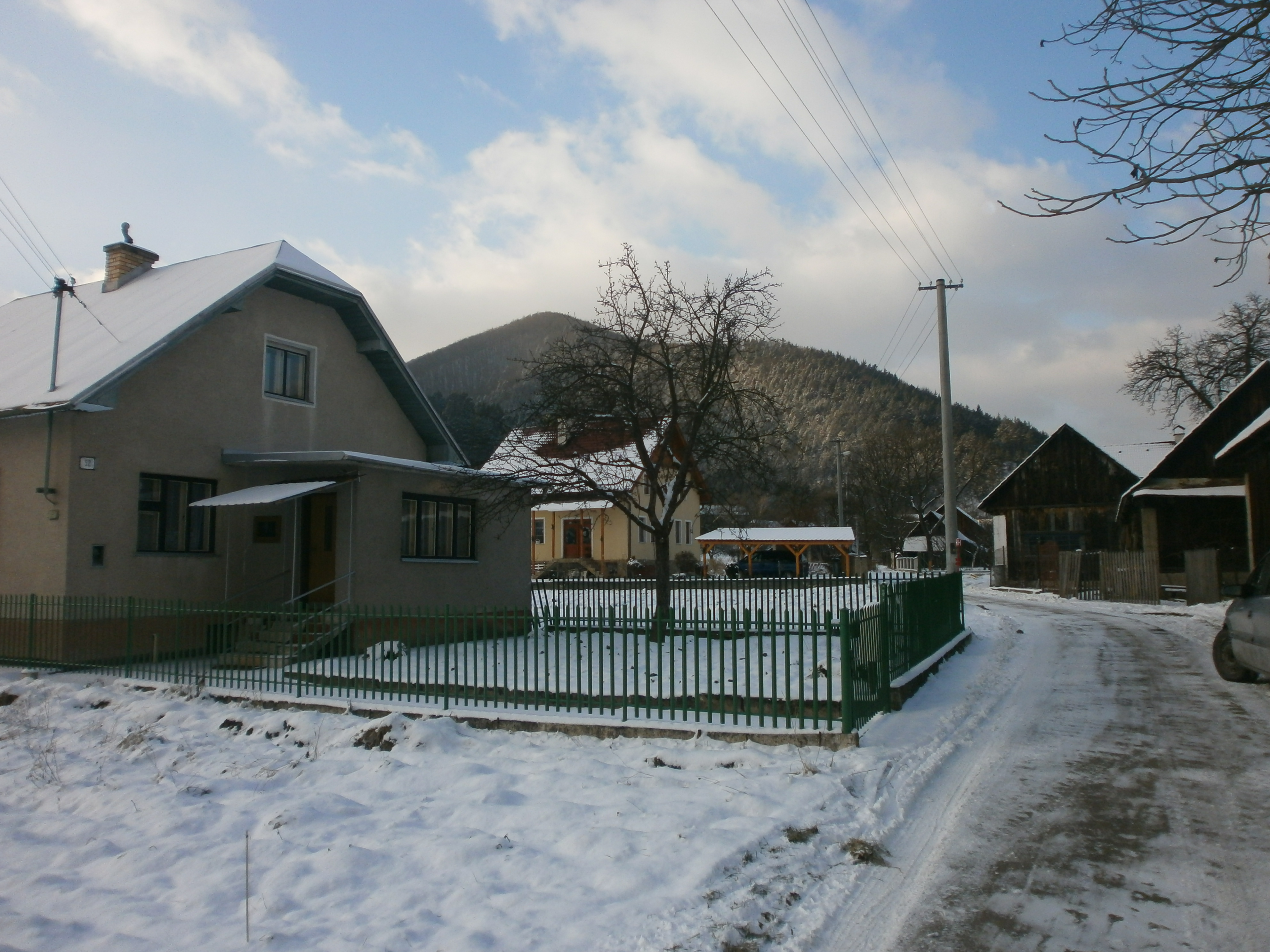
Pohled ze Stupného na Bukovinu
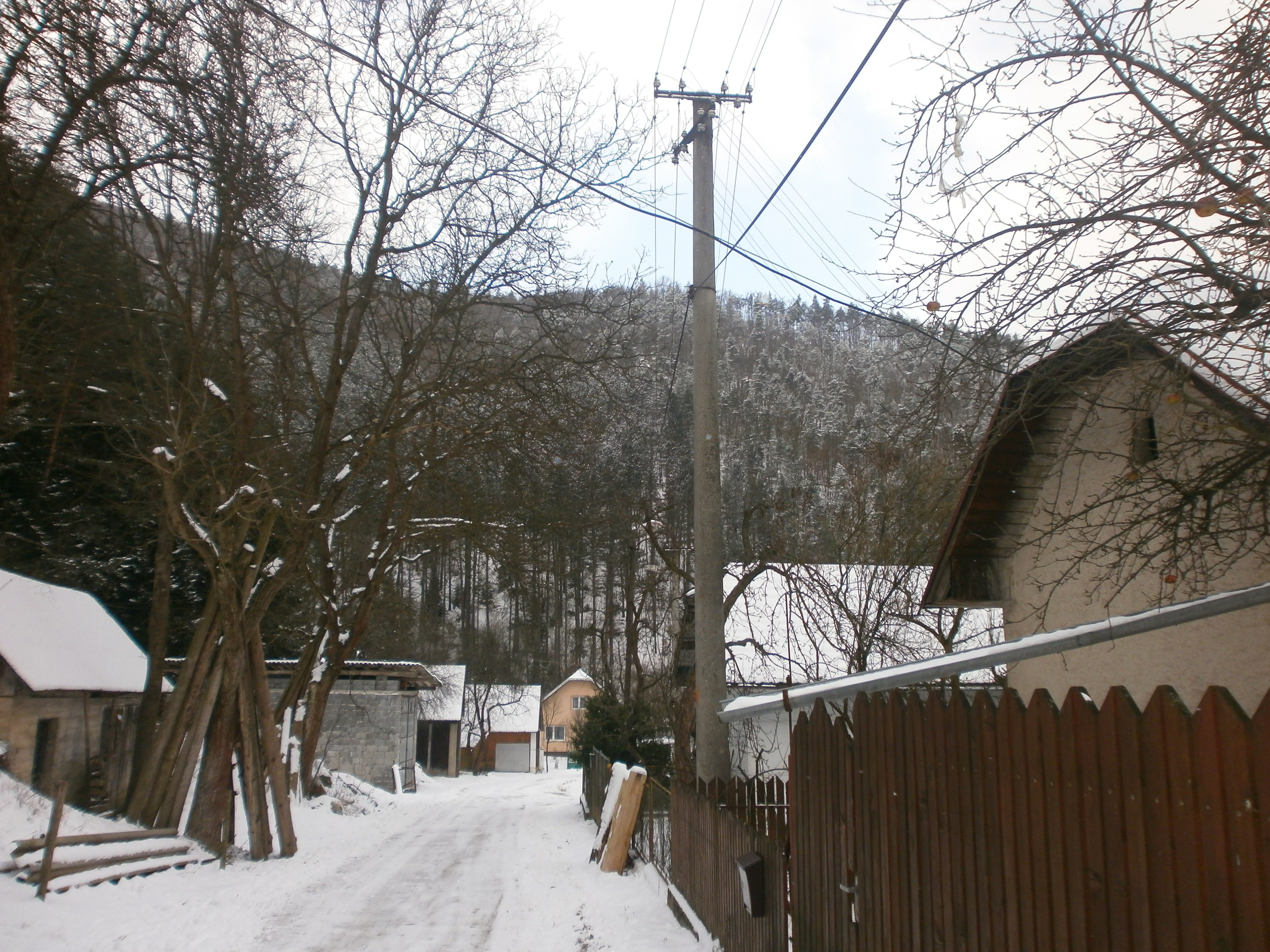
Stupné, část Potoky
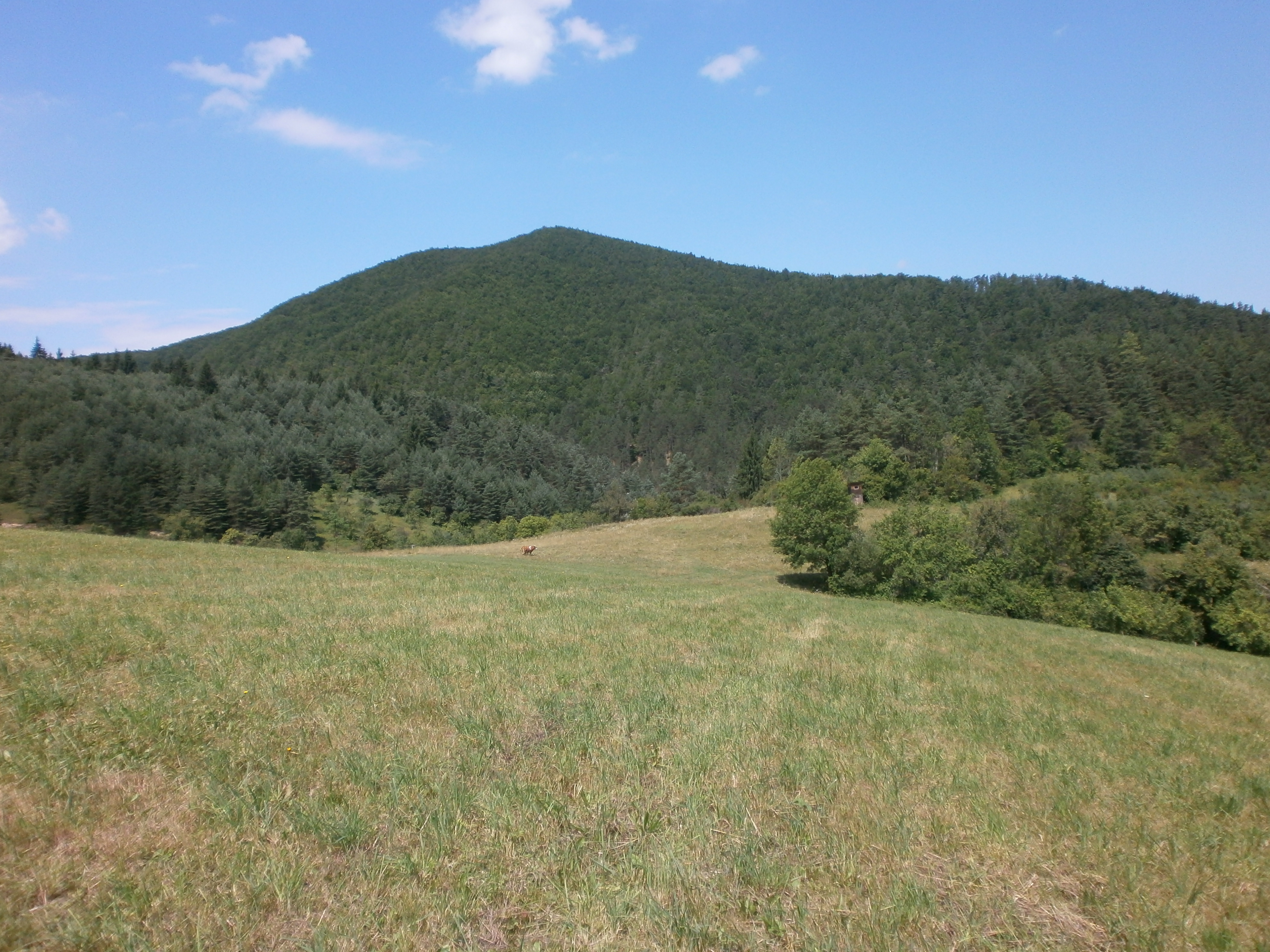
Vrch Bukovina (638 m n. m.)
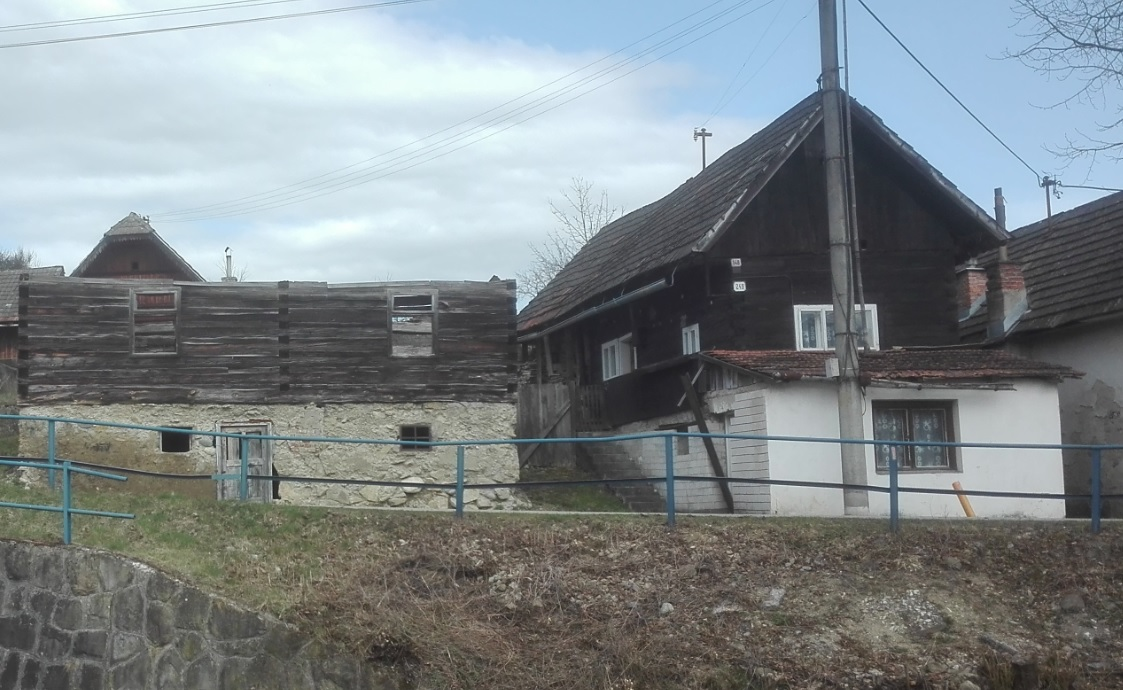
Původní zástavba